# Kommissarie Gadget 2
Kommissarie Gadget 2 (engelska: Inspector Gadget 2) är en amerikansk  superhjältekomedifilm från 2003 släppt direkt till video på VHS och DVD den 11 mars 2003, som en fristående uppföljare till filmen Gadget från 1999. Den är liksom sin föregångare baserad på den tecknade TV-serien Kommissarie Gadget, som började sändas på TV under år 1983. Inför den här filmen har ingen av skådespelarna från den föregående filmen, förutom D.L. Hughley (rösten till Gadget-mobilen), återvänt för att reprisera sina roller, då de har blivit ersatta av andra skådespelare. Detta är också den första filmen som till synes inte har något svenskt tal, vilket förekom i den föregående filmen.

## Rollista
| French Stewart  | – Kommissarie Gadget (ursprungligen spelad av Matthew Broderick)   |
| Elaine Hendrix  | – G2                                                               |
| Tony Martin     | – Sanford Scolex/Dr. Claw (ursprungligen spelad av Rupert Everett) |
| Caitlin Wachs   | – Penny Brown                                                      |
| Sigrid Thornton | – Borgmästare Wilson                                               |
| Mark Mitchell   | – Polischef Frank Quimby                                           |
| D.L. Hughley    | – Gadget-mobilen (röst)                                            |
| John Batchelor  | – McKibble                                                         |
| James Wardlaw   | – Brick                                                            |
| Bruce Spence    | – Baxter                                                           |
| Jeff Bennett    | – Hunden Brain (röst)                                              |
| Alethea McGrath | – Mrs. Quimby (cameo)                                              |
| Mungo McKay     | – Bartendern                                                       |
| Nick Lawson     | – Squint                                                           |
| Mick Roughan    | – Djungel-Bob                                                      |
| Siros Niaros    | – Ninjan                                                           |
| Brian McDermott | – Mr. Morgan                                                       |